# 梁億年
梁億年，字少甫，福建省福州府長樂縣人，清朝政治人物、書法家。

## 生平
光緒二年（1876年），參加丙子恩科會試，得貢士第16名。殿試登進士2甲第143名。同年五月（6月3日），經吏部掣簽，授即用知縣。

## 家族
祖父梁章钜。父梁逢辰。

## 墨跡
梁億年家學淵源，隶书学伊秉绶，雄奇遒劲。曾在闽侯溪源宫潭壁上留下巨幅摩崖题刻“光绪庚辰邑人郭柏苍重游旗山宿溪源宫，长乐梁亿年书石。”1992年列入县级文物保护单位。